# ジョエル・ベスト
ジョエル・ゴードン・ベスト（Joel Gordon Best、1946年8月21日 - ）は、アメリカ合衆国の社会学者、デラウェア大学の社会学および刑事司法の教授。彼の専門は、社会問題と逸脱などである。近年では、アメリカ文化における賞、賞品、栄誉などに焦点を当てた研究をおこなっている。彼は十数冊の本の著者であり、数十本の学術論文を公刊している。

## 経歴
ネブラスカ州リンカーン生まれ。
ジョエル・ベストは、1967年にミネソタ大学を卒業してB.A.を取得し、次いで1968年にM.A.、さらに1971年にはPh.D.を、カリフォルニア大学バークレー校から取得した。また、2つ目の修士号 (M.A.) を、歴史学（米国史）分野でミネソタ大学から取得した。また、1969年から1970年にかけてミネソタ州ムーアヘッドのコンコーディア大学、1970年から1991年にかけてカリフォルニア州立大学フレズノ校、1991年から1999年にかけては南イリノイ大学カーボンデール校で教鞭を執った。また、2008年には、客員教授として関西学院大学に滞在した。
彼は、Midwest Sociological Society（中西部社会学会）やSociety for the Study of Social Problems（社会問題研究学会）の会長を歴任し、学術雑誌『Social Problems』の編集にもあたった。その精力的な多作ぶりについて質問された際、ベストは「もし1日1ページ、あるいは数日に1ページ、書き続けたら、年末には1冊の本が出来上がる」と答えている。
近年では、批評的にも高く評価されたテレビの教育番組『Adam Ruins Everything』にも出演している。ベストは、一般的な思い込みとは逆に、記録に残っている限り、見ず知らずの人は（疎遠になっていた我が子を殺したロナルド・クラーク・オブライアンという唯一の希な例外はあるとしても）、トリック・オア・トリートをする子どもに毒入り菓子を与えるようなことはしない、という事実を支持する証拠を提供した。

## おもな著書、編著
- Joel Best, Threatened Children (1990); University of Chicago Press
- Joel Best, (ed. with James T. Richardson and David G. Bromley) The Satanism Scare, New York: Aldine de Gruyter, 1991, ISBN 0202303780
- Joel Best, (ed.) Images of Issues (2/e--1995); Aldine de Gruyter
- Joel Best, Victimization and the Victim Industry (1997) doi:10.1007/BF02912204
- Joel Best, Controlling Vice (1998); Ohio State University Press
- Joel Best, Random Violence (1999); University of California Press
- Joel Best, Damned Lies and Statistics ( 2001); University of California Press
  - （林大 訳）統計はこうしてウソをつく：だまされないための統計学入門、白揚社、2002年
- Joel Best, (ed.) How Claims Spread ( 2001); Aldine de Gruyter
- Joel Best, Deviance: Career of a Concept (2004); Wadsworth
- Joel Best, More Damned Lies and Statistics (2004); University of California Press.
  - （林大 訳）統計という名のウソ：数字の正体,デ-タのたくらみ、白揚社、2007年
- Joel Best, Flavor of the Month: Why Smart People Fall for Fads (2006); University of California Press.
  - （林大 訳）なぜ賢い人も流行にはまるのか：ファッドの社会心理学、白揚社、2009年
- Joel Best, Stat-Spotting: A Field Guide to Identifying Dubious Data (2008); University of California Press
  - （林大 訳）あやしい統計フィールドガイド：ニュースのウソの見抜き方、白揚社、2011年
- Joel Best, Everyone's a Winner: Life in Our Congratulatory Culture (2011); University of California Press
- Joel Best, The Stupidity Epidemic: Worrying about Students, Schools, and America's Future (2011); Routledge
- Joel Best, Social Problems (2/e--2013); Norton
  - （赤川学 監訳）社会問題とは何か：なぜ、どのように生じ、なくなるのか?、筑摩書房、2020年
- Joel Best, Is That True?: Critical Thinking for Sociologists (2021); University of California Press
  - （飯嶋貴子　訳）Think critically クリティカル・ シンキングで真実を見極める、慶應義塾大学出版会、2021年